# Vantri
Koordinaten: 58° 22′ N, 22° 26′ O
Vantri ist ein Dorf (estnisch küla) auf der größten estnischen Insel Saaremaa. Es gehört zur Landgemeinde Saaremaa (bis 2017: Landgemeinde Lääne-Saare) im Kreis Saare.
Das Dorf hat sechzehn Einwohner (Stand 1. Januar 2016). Seine Fläche beträgt 3,29 km².